# Etienne Tsu
Pour les articles homonymes, voir Tsu (homonymie).
Zhu Binhou (chinois simplifié :朱斌侯, Zhū Bīnhóu, Tsu Pin-hou; 4 décembre 1885 - 1940 ?), plus connu en Occident sous le nom de Étienne Tsu, est l'un des premiers aviateurs chinois. Né à Shanghai, Zhu était un fils de l'éminent banquier Zhu Zhiyao (朱志尧, ou Nicolas Tsu). Il étudie au Collège Saint Ignace, collège Jésuite de Shanghai. Il partit en 1888 pour la France, pour étudier l'ingénierie mécanique à l'Université de Lille 1, de laquelle il obtint son diplôme en 1903,. Il était fasciné par la conception et le fonctionnement des automobiles et des navires.
Étienne Tsu obtint sa licence de pilote à l'Aéro-Club de France, en 1914, au début de la Première Guerre mondiale. L'année suivante, le 25 septembre 1915, il choisit de s'engager dans la Légion étrangère, et entre au 1er régiment étranger.
Le 22 novembre 1915, après un examen à Pau, il obtint son brevet de pilote militaire. Étienne Tsu s'engage ensuite dans l' Escadrille SPA.37. Pendant le conflit, entre le 10 juillet 1916 et 7 janvier 1917, Étienne Tsu abattit cinq avions ou ballons d'observation allemands, et aurait remporté 4 autres victoires probables,.
Le 30 mars 1917, sans doute pour des raisons de santé, Étienne Tsu fut transféré à l'atelier de réparation aéronautique de Saint-Cyr. Il y demeura jusqu'au 20 février 1919.
Démobilisé en 1919, il retourna en Chine, où il prit part à la création de l'école d'aviation chinoise, qui fut notamment équipée avec des engins français. Il fut promu colonel en 1925, et serait peut être mort à Shanghai en 1940.